# Jesusa Alfau Galván de Solalinde
Jesusa Alfau Galván de Solalinde (Vigo, 24 de diciembre de 1895-México, 1943) fue una novelista, pintora y profesora estadounidense nacida en España que estudió los tejidos españoles del siglo XIII.

## Biografía
Jesusa nació en Vigo el 24 de diciembre de 1895, hija de Antonio Abad Alfau Baralt y Eugenia Galván Velázquez. Su abuelo materno, Manuel del Jesús Galván, fue célebre en su momento como autor de la novela Enriquillo. Jesusa realizó sus primeros estudios en España y en 1912, con 17 años, publicó en Madrid su novela Los débiles.
Alfau se trasladó a los Estados Unidos en 1916 y vivió durante algún tiempo en Nueva York, concentrándose en su carrera como escritora y colaboradora en el semanario neoyorquino Las Novedades. A lo largo de su vida realizó varios viajes a España, República Dominicana, Estados Unidos y México.
En Nueva York conoció al investigador y académico español Antonio Solalinde (1892-1937), con quien se casó. Trabajaron de forma conjunta y publicaron diversas investigaciones sobre filología y educación. Con el tiempo, ambos ocuparon posiciones docentes en la Universidad de Wisconsin-Madison. Después de que Solalinde falleciera de un infarto el 13 de julio de 1937, Alfau trabajó con un colega para completar el trabajo de su difunto esposo, Poemas breves medievales, que se publicó en 1987.
Prentice Hall publicó una edición de 1930 de su novela Los débiles como libro de texto para estudiantes de español de nivel intermedio a avanzado.
Alfau trabajaba para la Universidad de Wisconsin-Madison cuando murió en México en 1943 y aún no había completado su tesis en inglés para obtener una Maestría en Artes en la universidad. Aunque la dejó inconclusa, su tesis sobre los tejidos españoles del siglo XIII fue completada y traducida al español por su sobrino con el título Nomenclatura de los tejidos españoles del siglo XIII. Dicho trabajo fue publicado en 1969 por la Real Academia Española.

## Reconocimientos
El Ayuntamiento de Vigo (Pontevedra) le dedicó una calle, con el nombre de Jesusa Alfau Galván.

## Obras destacadas
- Alfau de Solalinde, Jesusa. Los débiles. Prentice-Hall Incorporated, 1930.
- Alfau de Solalinde, Jesusa. Names of textiles in thirteenth century Spanish.[4] Universidad de Wisconsin–Madison, 1939.
- Alfau de Solalinde, Jesusa. Nomenclatura de los tejidos españoles del siglo XIII. Anejos del Boletín de la Real Academia Española 19, 1969. (Traducido al español por su sobrino)
- Alfau de Solalinde, Jesusa. El barroco en la vida de Sor Juana. Instituto de Estudios y Documentos Históricos, Claustro de Sor Juana, 1981.[5]